# Семерники (Молодечненский район)
Семерники́ (бел. Семернікі́, пол. Siemierniki) — деревня в Молодечненском районе Минской области Беларуси. Входит в состав Городокского сельсовета.

## География
Расположена в 14-ти километрах к югу от Молодечно и в 41-м километре к северо-западу от Минска.

## История
По преданию, в древности в окрестностях деревни жил лесник, у которого было семь сыновей, отсюда и произошло её название.
В 1801 году в деревне было 11 дворов и проживало 74 жителя, из которых 15 человек относились к окрестной знати. Согласно письменным источникам 1889 года, в 1864 году деревня входила в состав имения Понятовщина, принадлежавшего пану Свенторжецкому (Świętorzecki), и насчитывала 58 ревизских душ и 2 однодворцев.
В конце XIX века деревня входила в состав Городокской волости Вилейского уезда Виленской губернии. Число жителей составляло 53 человека. Деревня была центром Семерникской сельской общины, в состав которой входили 9 деревень. В деревне работал хлебозапасный магазин.
С 1921 года — в составе Польши; с 1939 года — в составе БССР.
В 1941 году в деревне было 297 жителей. Во время войны оккупанты сожгли 3 двора и убили 8 мирных жителей, 33 жителя угнали на работу в Германию, 13 сельчан погибли в боях с немецко-фашистскими захватчиками на фронте, 3 человека погибли в партизанской борьбе.
В 1969 году в Семерниках проживало 298 человек.
По состоянию на 1 января 2002 года число дворов в Семерниках — 35, число жителей — 63 человека; по данным переписи населения 2009 года в деревне проживало 23 человека; по состоянию на 1 января 2016 года в деревне было 17 дворов и 21 житель.

## Государственная и административная принадлежность
- ? — 1917 ― Российская империя, Виленская губерния, Вилейский уезд
- 1917—1919 ― Россия
- 1919—1920 ― Польша, Гражданское управление восточных земель, Виленский район
- 1920 ― Россия
- 1921—1939 ― Польша
  - Воеводство:
    - 1921—1922 — Новогрудское
    - 1922—1926 — Вильнюсская земля[пол.]
    - 1926—1939 — Виленское

  - Уезд:
    - Вилейский (1920—1927)
    - Молодечненский (1927—1939)
- 1939—1991 ― СССР, Белорусская ССР
  - Область:
    - Молодечненская (1939—1960)
    - Минская
- с 1991 года — Беларусь.

## Галерея

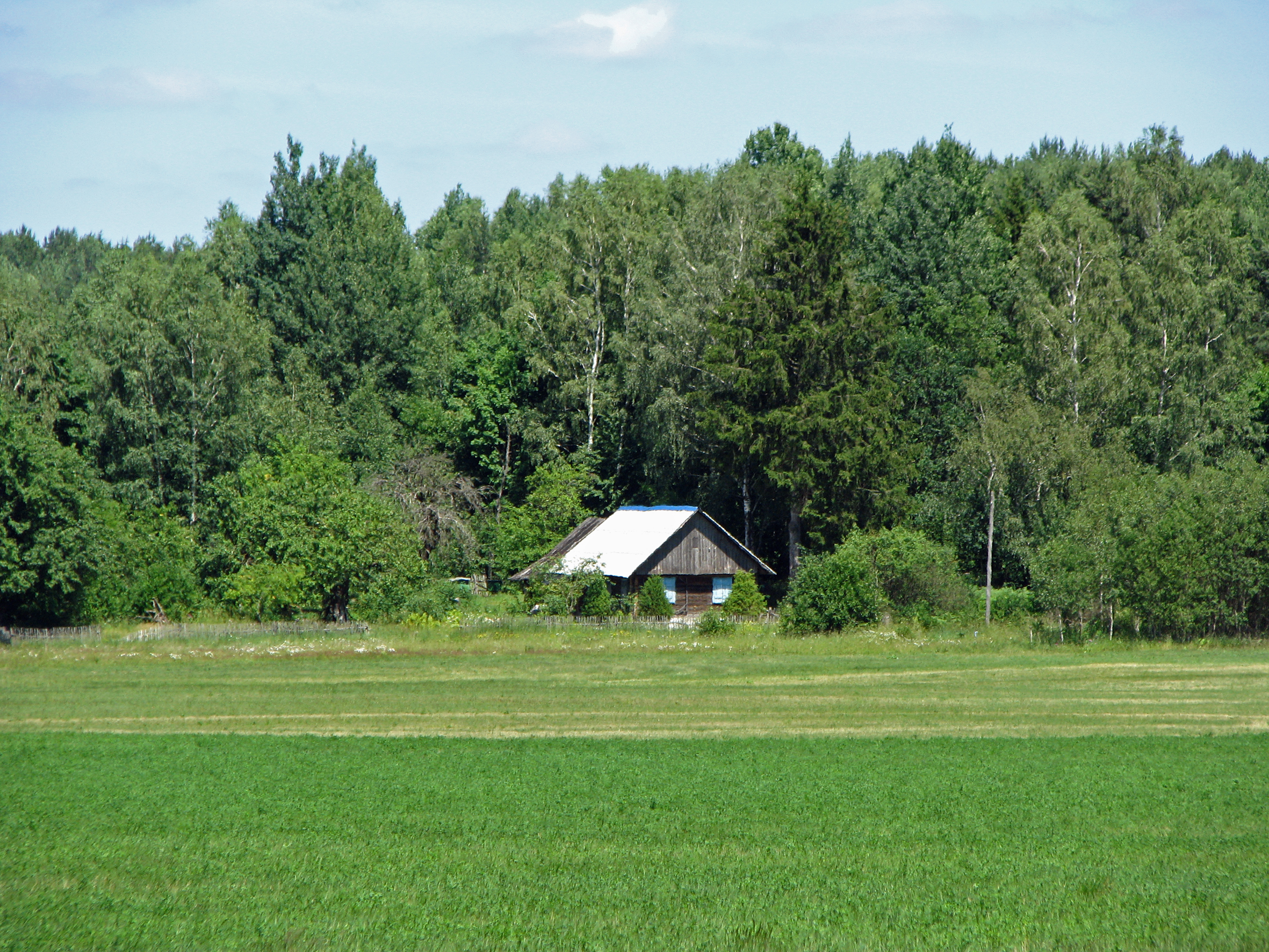
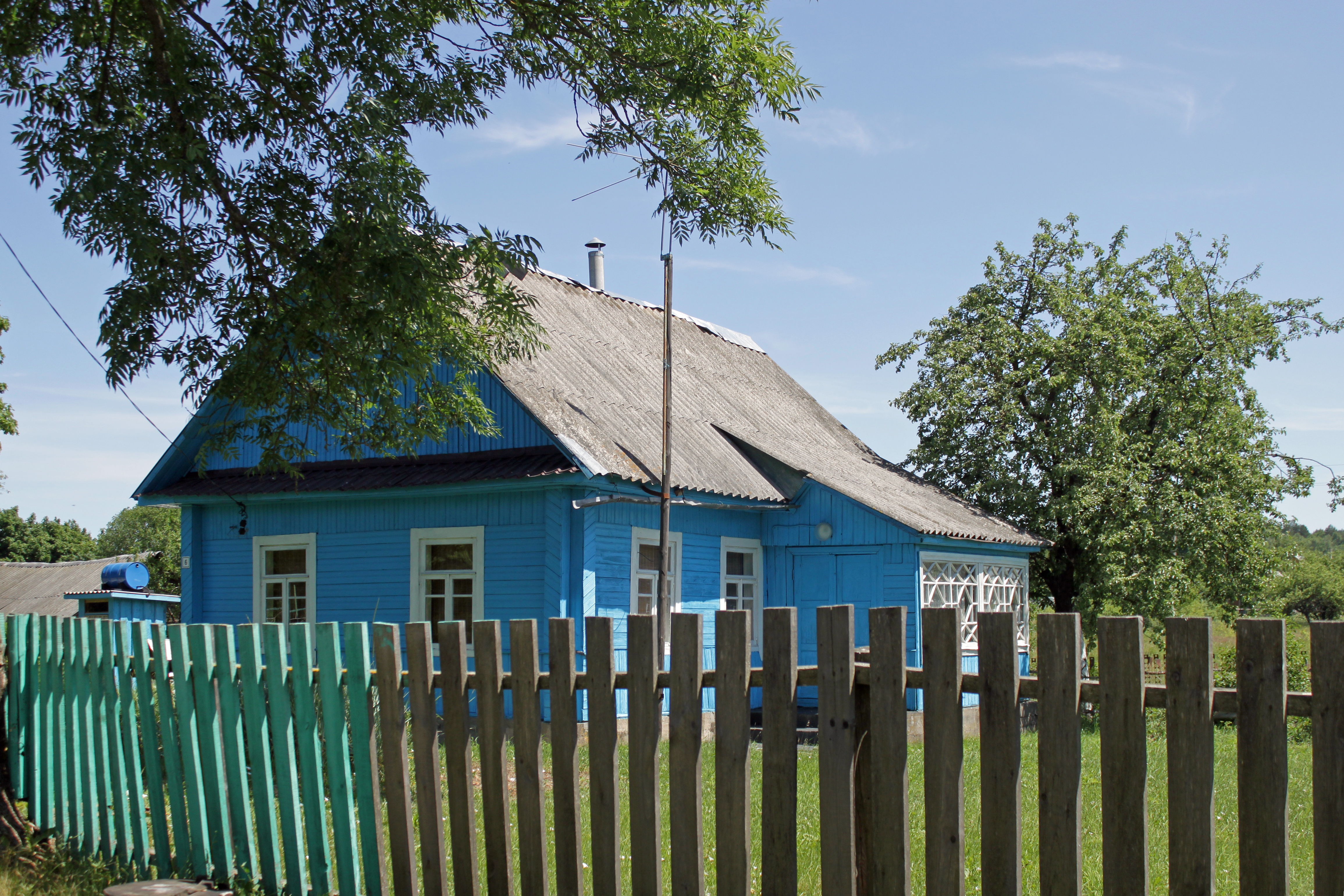
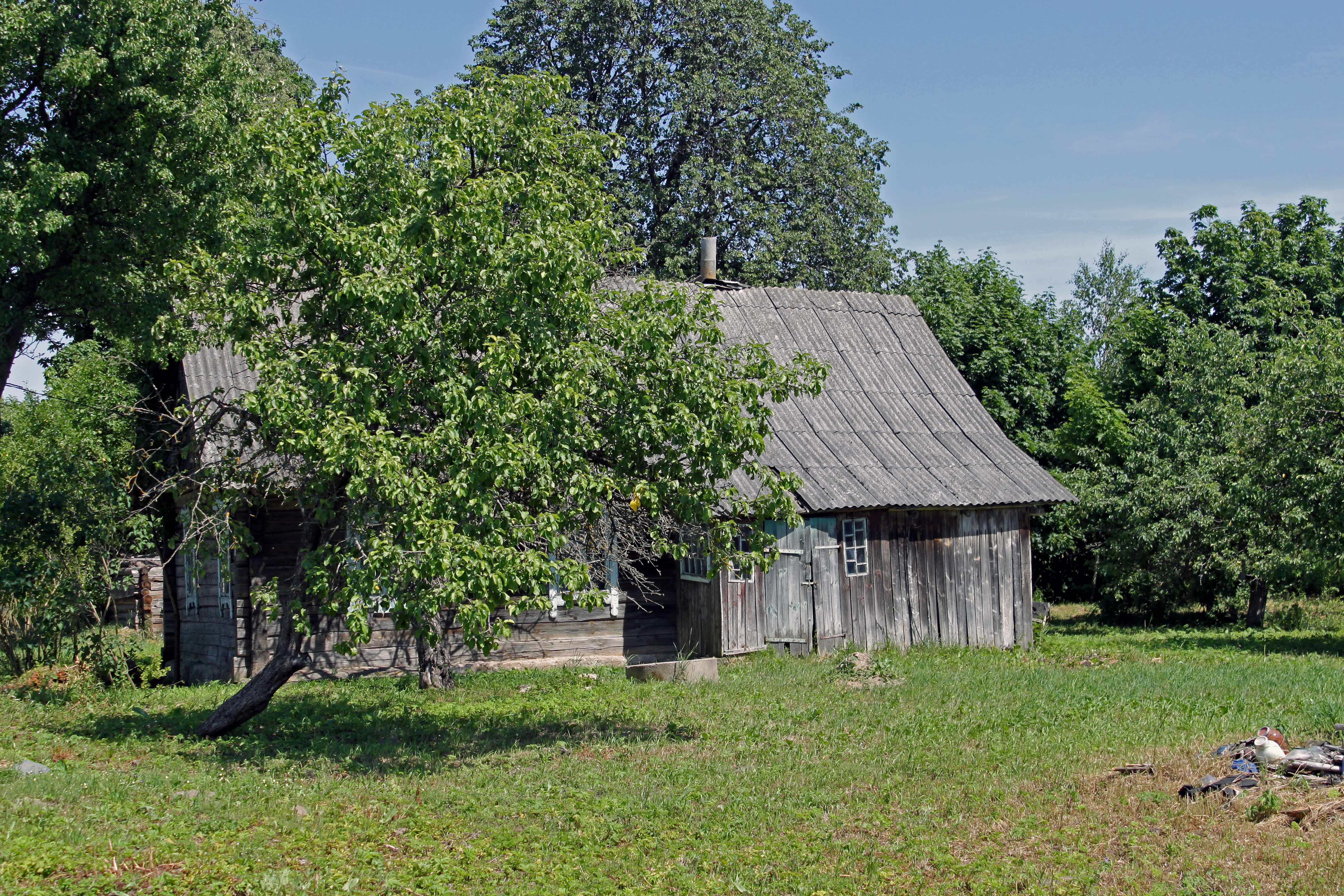

## Население

### Динамика
- 1801 год ― 11 дворов, 74 жителя
- 1921 год ― 244 человека[6]
- 1931 год ― 248 человек[7]
- 1941 год ― 297 жителей
- 1969 год ― 298 человек
- 2002 год ― 35 дворов, 63 жителя
- 2009 год ― 23 жителя
- 2016 год ― 17 дворов и 21 житель